# 마이클 게넷
마이클 저네이(Michael Genet, 영어 발음: /dʒəˈneɪ/, 1958년 8월 25일 ~ )은 미국의 배우, 각본가이다.
워싱턴 D.C.에서 태어났다.

## 작품 목록

### 영화 출연
- 의혹 (1990)
- 어느 멋진 날 (1996)
- 25시 (2002)
- 그녀는 날 싫어해 (2004) - 각본 겸임
- Dream Street (2010)

### 영화 각본
- 그녀는 날 싫어해 (2004) - 출연 겸임
- 톡 투 미 (2007)

### 텔레비전 출연
- 애즈 더 월드 턴즈 (1990-95)
- 로앤오더 (1992-2008)
- 원 라이프 투 리브 (2010)